# Primera División de Tonga
La Primera División de Tonga es la máxima categoría de fútbol de dicho país, la cual se juega desde 1970. Su organización está a cargo de la Asociación de Fútbol de Tonga. El actual campeón es el Lotoha'apai United FC, que posee la mayor cantidad de títulos. Es una de las cuatro ligas sin derecho a un cupo completo para la fase de grupos de la Liga de Campeones de la OFC.
El campeonato se compone por 7 equipos, de los cuales el campeón clasifica a la fase preliminar de la OFC Champions League, mientras que los dos últimos descienden a la Division 1.

## Equipos 2022
- Fasi & Afi FC
- Folaha FC
- Lavengatonga FC
- Lotoha'apai United FC
- Navutoka FC
- Nukuhetulu FC
- Popua FC
- Veitongo FC

## Palmarés
| Temporada | Campeón                                  | Subcampeón                               |
| --------- | ---------------------------------------- | ---------------------------------------- |
| 1969–70   | Kolofo'ou No.1                           |                                          |
| 1970–71   | Kolofo'ou No.1                           |                                          |
| 1971–72   | Kolofo'ou No.1, Veitongo A y Ngele'ia FC | Kolofo'ou No.1, Veitongo A y Ngele'ia FC |
| 1972–73   | Desconocido                              | Desconocido                              |
| 1974      | Kolofo'ou No.1                           |                                          |
| 1975      | Kolofo'ou No.1                           | Navutoka FC                              |
| 1976–77   | Desconocido                              | Desconocido                              |
| 1978      | Veitongo FC                              |                                          |
| 1979      | Desconocido                              | Desconocido                              |
| 1980–81   | Atenisi United                           |                                          |
| 1982      | Ngele'ia FC                              |                                          |
| 1983      | Ngele'ia FC                              |                                          |
| 1984      | Ngele'ia FC                              |                                          |
| 1985      | Ngele'ia FC                              |                                          |
| 1986      | Ngele'ia FC                              |                                          |
| 1987      | Ngele'ia FC                              |                                          |
| 1988      | Ngele'ia FC                              |                                          |
| 1989      | Navutoka FC                              |                                          |
| 1990      | Ngele'ia FC                              |                                          |
| 1991–1993 | Desconocido                              | Desconocido                              |
| 1994      | Navutoka FC                              |                                          |
| 1995–1997 | Desconocido                              | Desconocido                              |
| 1998      | SC Lotoha'apai                           | Vaolongolongo FC                         |
| 1999      | SC Lotoha'apai                           | Kolofo'ou FC                             |
| 2000      | SC Lotoha'apai                           |                                          |
| 2001      | SC Lotoha'apai                           |                                          |
| 2002      | SC Lotoha'apai                           |                                          |
| 2003      | SC Lotoha'apai                           | Ngele'ia FC                              |
| 2004      | SC Lotoha'apai                           |                                          |
| 2005      | SC Lotoha'apai                           |                                          |
| 2006      | SC Lotoha'apai                           |                                          |
| 2007      | SC Lotoha'apai                           |                                          |
| 2008      | SC Lotoha'apai                           |                                          |
| 2009      | Marist Prems FC                          | SC Lotoha'apai                           |
| 2010      | No disputado                             | No disputado                             |
| 2010–11   | SC Lotoha'apai                           | Marist Prems FC                          |
| 2011–12   | SC Lotoha'apai                           |                                          |
| 2013      | SC Lotoha'apai                           | Haʻamoko United Youth                    |
| 2013–14   | SC Lotoha'apai                           |                                          |
| 2015      | Veitongo FC                              |                                          |
| 2016      | Veitongo FC                              | Marist Prems FC                          |
| 2017      | Veitongo FC                              | Marist Prems FC                          |
| 2018      | Lotoha'apai United FC                    | Veitongo FC                              |
| 2019      | Veitongo FC                              | Lotoha'apai United FC                    |
| 2020      | No disputado                             | No disputado                             |
| 2021      | Veitongo FC                              | Lotoha'apai United FC                    |

## Títulos por club
| Club                  | Títulos | Años campeón                                                                                            |
| --------------------- | ------- | --- |
| Lotoha'apai United FC | 16      | 1998, 1999, 2000, 2001, 2002, 2003, 2004, 2005, 2006, 2007, 2008, 2010-11, 2011-12, 2013, 2013-14, 2018 |
| Ngele'ia FC           | 9       | 1972, 1982, 1983, 1984, 1985, 1986, 1987, 1988, 1990                                                    |
| Veitongo FC           | 6       | 1978, 2015, 2016, 2017, 2019, 2021                                                                      |
| Kolofo'ou No.1        | 5       | 1969-70, 1970-71, 1972, 1974, 1975                                                                      |
| Navutoka FC           | 2       | 1989, 1994                                                                                              |
| Marist Prems FC       | 1       | 2009 |
| Atenisi United        | 1       | 1980-81                                                                                                 |
| Veitongo A            | 1       | 1972 |